# Lothar Lockl
Lothar Lockl (* 5. Dezember 1968 in Wien) ist ein österreichischer Strategie- und Politikberater. Er war Sprecher der Umweltschutzorganisation Global 2000, Bundesparteisekretär der österreichischen Grünen, Wahlkampfleiter und strategischer Berater von Bundespräsident Alexander Van der Bellen. Von 2022 bis 2025 war er Vorsitzender des ORF-Stiftungsrats.

## Werdegang
Lockl beteiligte sich 1984 in jungen Jahren an der Besetzung der Hainburger Au. Er studierte zunächst an der Universität für Bodenkultur Wien Landschaftsökologie, bevor er an der Universität Wien wechselte und dort das Studium Politik- und Kommunikationswissenschaft abschloss. Zwischen 1989 und 1999 war er Sprecher der österreichischen Umweltschutzorganisation Global 2000. Er organisierte unter anderem Kampagnen gegen das Kraftwerk Lambach in Oberösterreich oder die Atomkraftwerke Bohunice und Mochovce, die sich nahe an der österreichischen Grenze befinden. 1997 war Lockl Mitorganisator des Gentechnik-Volksbegehrens, dem mit über 1,2 Mio. Unterschriften bis heute zweiterfolgreichsten Volksbegehren in Österreich (Stand 2025).
2000 wechselte er unter Bundessprecher Alexander Van der Bellen in die Politik zu den Grünen, wo er als Kommunikationschef und ab Herbst 2006 als Bundesparteisekretär tätig war. Er war unter anderem für die Nationalratswahlkampagne 2006 mitverantwortlich, bei der die Grünen auf Bundesebene erstmals die 10-Prozent-Hürde übersprangen und hinter SPÖ und ÖVP drittstärkste Kraft in Österreich wurden.
2009 verließ er die Politik und machte sich als Strategie-, Politik- und Kommunikationsberater selbständig. 2016 war er Wahlkampfleiter für Alexander Van der Bellen bei der österreichischen Bundespräsidentenwahl 2016. Danach war er als strategischer Berater für den Bundespräsidenten tätig.

## Unternehmen
Lockl gründete 2009 die Kommunikations- und Nachhaltigkeitsberatungsagentur Lockl Strategie, die 2020 in Lockl & Keck umbenannt wurde. Die Agentur berät seit ihrer Gründung Unternehmen und Institutionen. Zu den Kunden zählen Unternehmen aus den Bereichen Industrie, Handel, Energiewirtschaft, Tourismus und Finanzwirtschaft.
Wie aus parlamentarischen Anfragen der Neos und SPÖ aus 2020 und 2021 hervorgeht, zählen zu den Kunden der Agentur auch das Bundesministerium für Klimaschutz und Umwelt sowie das Bundesministerium für Kunst, Kultur, öffentlichen Dienst und Sport. Von der Opposition wurden Anfang 2022 die Aufträge im Bereich PR und Kommunikation des Klima- und Umweltministeriums auf Grund ihrer Höhe kritisiert.
Nach einer öffentlichen Ausschreibung des Ministeriums gingen im Jahr 2018, unter dem damaligen ÖVP-Umweltminister Andrä Rupprechter, 15 Prozent der Werbeausgaben des Umweltministeriums an das Konsortium Lockl & Keck / Brainbows Informationsmanagement GmbH. Zwischen Juni und Dezember 2019, unter der ÖVP-Umweltministerin Elisabeth Köstinger, sowie 2020 erhielt das Konsortium mit jeweils rund 300.000 Euro erneut die mit Abstand höchstdotierten Aufträge im Bereich Öffentlichkeitsarbeit des Bundesministeriums für Nachhaltigkeit und Tourismus.
Auch aus dem Klima- und Umweltministerium unter Leonore Gewessler erhielt das Konsortium Lockl & Keck / Brainbows Informationsmanagement GmbH im ersten Halbjahr 2020 einen Auftrag in der Höhe von rund 300.000 Euro und im zweiten Halbjahr einen Auftrag in der Höhe von rund 350.000 Euro. Auch im ersten Halbjahr 2021 erhielten die beiden Agenturen die mit rund 300.000 Euro höchstdotierten Aufträge.

## Politik
Lothar Lockl galt im Vorfeld der Regierungsverhandlungen zwischen ÖVP und Grünen 2019 als potenzieller Kandidat der Grünen für ein Ministeramt.
Im März 2020 wurde er von der Regierung in den ORF-Stiftungsrat bestellt und unterstützte 2021 die Wahl des neuen ORF-Generaldirektors Roland Weißmann. Am 19. Mai 2022 wurde Lockl mit 34 von 35 möglichen Stimmen, bei einer Enthaltung, vom ORF-Stiftungsrat einhellig zum Vorsitzenden gewählt. Er übte diese Funktion drei Jahre bis Juni 2025 aus.

## Funktionen
- 2022 bis 2025: Vorsitzender des ORF-Stiftungsrates[23][5]
- 2020 bis 2025: Mitglied des ORF-Stiftungsrates[24][5]
- 2018 bis 2021: Mitglied im Verwaltungsrat des Fußballklubs FK Austria Wien[25]
- 2016: Wahlkampfleiter von Bundespräsident Alexander Van der Bellen[2]
- 2010 bis 2012: Generalsekretär der International Advertising Association (IAA) Österreich[26]
- 1990 bis 1999: Sprecher von Global 2000[3]

## Privates
Lockl ist bekennender Sport- und Fußballfan und spielt darüber hinaus seit seiner Jugend Schach. Er war Wiener Jugendstadtmeister, erreichte eine Elo-Zahl von 2280 und spielte in der österreichischen Staatsliga.
Lockl ist Vater eines Sohnes. Er war mit der österreichischen Journalistin Claudia Reiterer verheiratet. Das Paar trennte sich 2019.